# 岩崎馨
岩崎 馨（いわさき かおる、1929年5月29日 - 2025年2月22日 ）は、日本の労働運動家。

## 経歴
京都市生まれ。1948年12月日本鋼管に入社し、電機課に配属となる。1953年明治学院大学経済学部卒業。1964年9月日本鋼管製鉄労働組合連合会中央執行委員調査担当を経て、のち同労組調査部長。1976年政策推進労組会議事務局次長。1978年日本鉄鋼産業労働組合連合会（鉄鋼労連）調査部長。1978年4月明治学院大学経済学部講師（1981年3月まで）。1982年全日本民間労働組合協議会（全民労協）調査局長（2002年まで）。1985年社団法人国際産業・労働研究センター事務局長。2000年財団法人社会経済生産性本部（2009年より日本生産性本部）社会労働部参与、労働研究センター事務局長。政策研究大学院大学C.O.E.オーラル・政策研究プロジェクトによるオーラルヒストリーの記録『岩崎馨（元日本鋼管製鉄労働組合連合会調査部長）オーラル・ヒストリー』（政策研究大学院大学、2005年）がある。

## 著書

### 単著
- 『日本の労働組合の現状と課題――組合リーダーと組合財政』（社会経済生産性本部生産性労働情報センター編、社会経済生産性本部生産性労働情報センター、2000年）
- 『成果主義は有効か――構造変革期における賃金問題』（社会経済生産性本部生産性労働情報センター編、社会経済生産性本部生産性労働情報センター、2002年）
- 『11社の事例にみる日本的昇給ルール――定昇の今日的課題』（社会経済生産性本部生産性労働情報センター編、社会経済生産性本部生産性労働情報センター、2005年）
- 『日本の労働組合――戦後の歩みとその特徴』（日本生産性本部生産性労働情報センター［生産性労働情報センターブックレット］、2009年、改訂版2011年）
  - 改訂増補版『日本の労働組合――戦後の歩みとその特徴』（日本生産性本部生産性労働情報センター、2013年、改訂増補第4版2015年）

### 共著
- 『高齢法改正に伴う人事・賃金制度の再構築と社会保障制度のあり方に関する研究』（田口和雄、鬼丸朋子共著、全国勤労者福祉・共済振興協会［公募研究シリーズ］、2016年）
- 『春闘の歴史と課題――労働組合の変遷とともに』（降籏英明共著、日本生産性本部生産性労働情報センター、2018年）

### 編著
- 『賃金体系』（編著、国際産業・労働研究センター［TXシリーズ］、1989年）
- 『賃金・人事制度改革の軌跡――再編過程とその影響の実態分析』（田口和雄共編著、ミネルヴァ書房［Minerva人文・社会科学叢書］、2012年）
- 『産業別労働組合の組織と機能――資料編:産業別組織系統図付き』（編著、日本生産性本部生産性労働情報センター編、日本生産性本部生産性労働情報センター、2012年）